# Henry Briggs
Henry Briggs (Halifax, febbraio 1561 – Oxford, 26 gennaio 1630) è stato un matematico britannico.

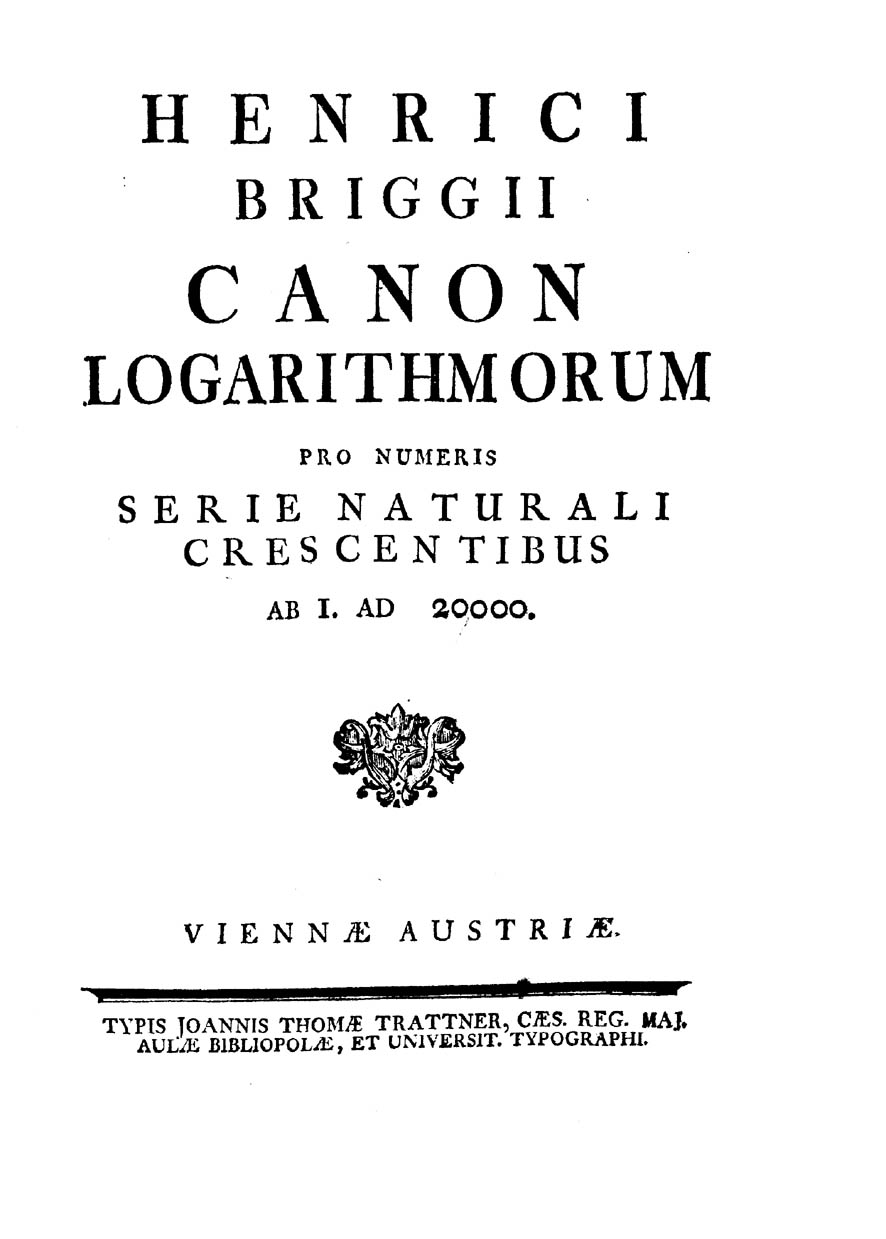
Canon logarithmorum

È famoso per avere introdotto i logaritmi comuni, in suo onore detti talvolta briggiani (in base 10) partendo dai logaritmi naturali introdotti da Nepero e per aver contribuito efficacemente alla loro diffusione.

## Biografia
Nacque a Warley Wood, vicino a Halifax, in West Yorkshire Inghilterra.  Fu ammesso al St John's College di Cambridge nel 1577 e si laureò nel 1581. Nel 1588 fu eletto Fellow del St. John's. Nel 1592 divenne professore della cattedra di fisica fondata dal Dr. Thomas Linacre; tenne anche alcune lezioni di argomento matematico. Durante questo periodo si interessò anche di navigazione e di astronomia, in collaborazione con Edward Wright. Nel 1596 diventò primo professore di geometria nell'appena fondato Gresham College di Londra; qui tenne lezioni per quasi 23 anni e fece del Gresham College un centro primario della matematica inglese; in particolare Briggs sostenne le idee di Giovanni Keplero.
In questo periodo Briggs venne in possesso di una copia del Mirifici Logarithmorum Canonis Descriptio di Nepero; essa colpì la sua immaginazione ed egli si rese conto delle potenzialità dei calcoli mediante l'uso dei logaritmi nell'astronomia e nella navigazione. Nelle sue lezioni al Gresham College propose la modifica della scala dei logaritmi dalla base 1 / e che Nepero aveva presentato nel suo trattato, a una nella quale l'unità sia il logaritmo del rapporto di 10 a 1. Poco dopo scrisse all'inventore a questo proposito.
Briggs fu attivo in molti ambiti e fu spesso ricercato per i suoi pareri nel campo dell'astronomia, dell'agrimensura, della navigazione ed altre attività come l'estrazione mineraria, avvicinando la matematica teorica ad attività pratiche.  In questo periodo Briggs fece investimenti nella London Company, il che fa supporre che fosse piuttosto facoltoso.
Nel 1616 Briggs fece visita a Nepero a Edimburgo per discutere le modifiche da lui suggerite ai logaritmi di Nepero. L'anno seguente lo visitò nuovamente per analoghi motivi. Durante questi incontri la modifica proposta da Briggs fu accolta e i due matematici giunsero a definire un sistema di logaritmi in cui il logaritmo di 1 fosse 0 e il logaritmo di 10 fosse 1. Al ritorno dalla seconda visita a Edimburgo, nel 1617, Briggs pubblicò la prima tavola dei logaritmi dei numeri da 1 a 1000. Nel 1619 fu nominato Professore saviliano di Geometria a Oxford e nel luglio 1620 diede le dimissioni da professore al Gresham College. Subito dopo il suo trasferimento a Oxford fu nominato Maestro delle Arti. 
Nel 1622 pubblicò un breve trattato su "Passaggio a Nordovest ai mari del Sud, attraverso il continente della Virginia e la Baia di Hudson".
Nel 1624 proseguì il suo Arithmetica Logarithmica, in folio, un lavoro contenente i logaritmi di trentamila numeri naturali fino alla 14ª cifra decimale (da 1 a 20.000 e da 90.000 a 100.000). Inoltre completò una tavola dei logaritmi dei seni e delle tangenti per ogni centesimo di grado fino alla 14ª cifra decimale, con una tavola dei seni naturali fino alla 15ª cifra decimale, e le corrispondenti tangenti e secanti fino alla decima cifra decimale. Tutti questi lavori vennero stampati a Gouda nel 1631 e pubblicati nel 1633 con il titolo di Trigonometria Britannica. Questa opera fu probabilmente il seguito della sua "Introduzione ai Logaritmi" (Logarithmorum Chilias Prima) del 1617, che presentava una breve spiegazione dei logaritmi e una lunga tavola dei primi 1000 interi calcolati fino alla 14ª cifra decimale.
Briggs scoprì anche, in una forma pressoché latente e senza dimostrazione, il teorema binomiale.
Briggs venne sepolto nella Cappella del Merton College di Oxford.  Il Dr Smith, nel suo Vite dei Professori di Gresham, lo descrive come un uomo di grande onestà, che disprezzava le ricchezze e si accontentava di ciò che possedeva, preferendo il ritiro tra gli studi ad una vita lussuosa.

## Opere
- A Table to find the Height of the Pole, the Magnetical Declination being given (London, 1602, 4to)
- "Tables for the Improvement of Navigation", printed in the second edition of Edward Wright's treatise entitled Certain Errors in Navigation detected and corrected (London, 1610, 4to)
- A Description of an Instrumental Table to find the part proportional, devised by Mr Edward Wright (London, 1616 and 1618, 12rno)
- Logarithmorum Chilias prima (London, 1617, 8vo)
- Lucubrationes et Annotationes in opera posthuma J. Neperi (Edinburgh, 1619, 4to)
- Euclidis Elementorum VI. libri priores (London, 1620. folio)
- A Treatise on the North-West Passage to the South Sea (London, 1622, 4to), ristampato in Samuel Purchas's Pilgrims, vol. iii. p. 852
- Arithmetica Logarithmica (London, 1624, folio)
- Trigonometria Britannica (Goudae, 1663, folio)
- two Letters to Archbishop Henry Usher
- Mathematica- ab Antiquis minus cognita.

Altre opere di Briggs, come i suoi Commentaries on the Geometry of Peter Ramus e i Remarks on the Treatise of Longomontanus respecting the Quadrature of the Circle non sono state pubblicate.